# 德航機場快車
德航機場快車（德語：Lufthansa-Airport-Express，縮寫為LHA）是德國聯邦鐵路（DB）的特別快車服務，最初連結杜塞道夫和法蘭克福機場，之後並延伸至斯圖加特。本服務由德國聯邦鐵路以漢莎航空（德航）的名義營運，由德航提供車上服務人員，並只搭載德航往來法蘭克福和杜塞道夫兩機場的乘客。

## 籌備
1981年，漢莎航空為了減少杜塞道夫國際機場和法蘭克福機場昂貴的短程航線開支，決定以鐵路運輸取代這些航班。這個提案解決德國聯邦鐵路因403型電聯車無法符合城際列車雙艙等配置要求而封存的問題。1981年2月13與16日，403型電聯車以TEE「歌德號」的名義在莱茵河左岸铁路上試運轉，之後本型電車進行改裝，座椅採用DC-10商務艙座椅，外觀並採用德航的黃／灰塗裝。

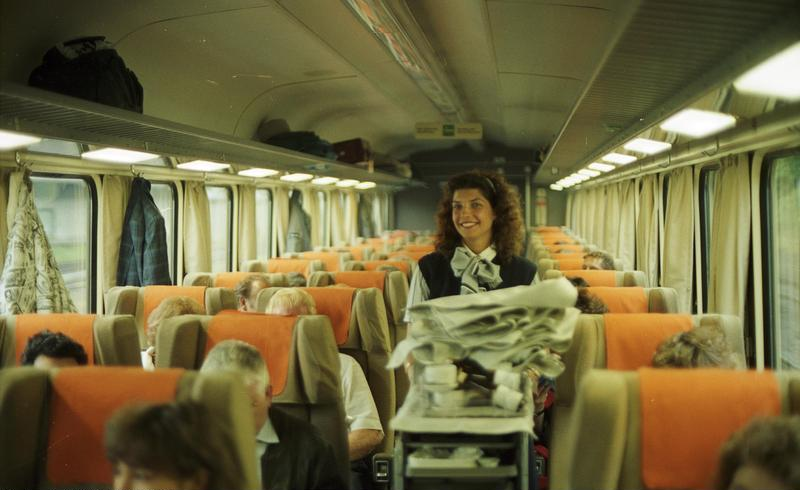
使用商務艙座椅的德航機場快車

## 地面航班
1982年3月27日，德航機場快車開始雙向各四班次服務。最初從杜塞道夫火車總站出發，停靠科隆-道依茨、科隆火車總站及西德首都波昂，一年後向北延伸至杜塞道夫國際機場車站。雖然機場快車車票在德航訂位系統中以德航航班編號發售，且從未列入全歐快車售票系統中，德國聯邦鐵路在運轉上仍視同全歐快車；這代表同一班車會有兩個編號，例如「漢莎航空1001號班機」對鐵路員工而言是「全歐快車61次」。這些「航班」使用兩列403型電聯車，另一列403型電聯車則進行保養。這些列車並非正式的全歐快車，在湯瑪斯·庫克歐洲火車時刻表中並說明「『德航機場快車』並不是一般全歐快車，而是服務持用德航機票乘客的特別列車。一般鐵路車票在這些列車上並不適用。」

### 時刻表
出處：
| LH 1001 TEE 61 | LH 1003 TEE 63 | LH 1005 TEE 65 | LH 1007 TEE 67 | 車站             | 里程 （公里） | LH 1002 TEE 62 | LH 1004 TEE 64 | LH 1006 TEE 66 | LH 1008 TEE 68 |
| -------------- | -------------- | -------------- | -------------- | ---------------- | ------------- | -------------- | -------------- | -------------- | -------------- |
| 06:17          | 09:46          | 13:17          | 17:58          | 杜塞道夫總站     | 0             | 11:32          | 15:31          | 19:01          | 23:30          |
| 06:36          | 10:07          | 13:37          | 18:16          | 科隆（道依茨站） | 39.5          | 11:08          | 15:08          | 18:38          | 23:07          |
| 06:41          | 10:11          | 13:41          | 18:22          | 科隆（總站）     | 40            | 11:04          | 15:04          | 18:35          | 23:03          |
| 06:59          | 10:19          | 13:59          | 18:41          | 波昂總站         | 74            | 10:43          | 14:43          | 18:15          | 22:43          |
| 08:42          | 12:08          | 15:38          | 20:20          | 法蘭克福機場     | 254           | 09:07          | 13:11          | 16:38          | 21:06          |

1986年6月1日，這些「航班」編號和火車車次統一，例如「漢莎航空1001號班機」是「全歐快車1001次」。一年後歐城列車網號取代大部份全歐列車（包含西德境內所有全歐列車），DB便將這些服務的TEE去掉。

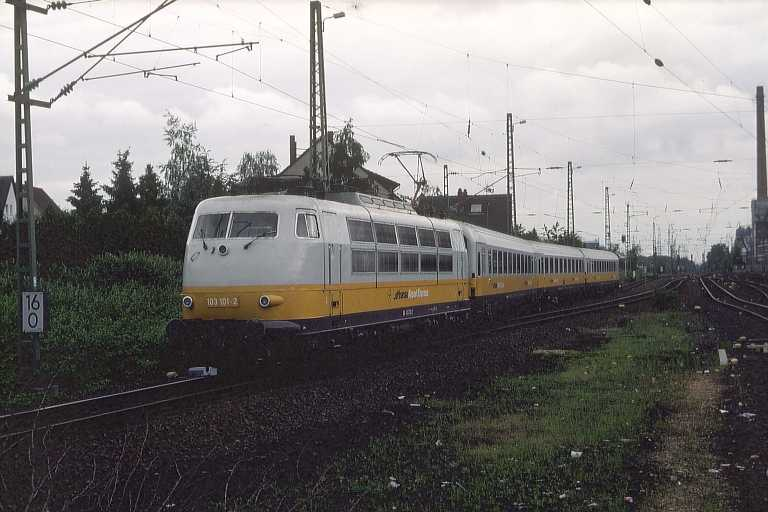
以103型電力機車牽引的德航機場快車

德航機場快車在西德首都波昂和法蘭克福國際機場間不停車，在波昂以北則停靠市中心而不是城市附近的機場；車上由德航空服員提供服務。機場快車不論在旅客上座量和與以波音737執行的普通航班成本相比均取得成功。1988年夏天，列車的座位數增加，再一年後本服務亦拓展到法蘭克福國際機場與司徒加特間，因此部份103型電力機車改為德航塗裝，客車亦以先前403型電聯車的方式改造以符合需求 。
儘管1992年時舉行慶祝德航機場快車10週年慶祝活動，促銷的宣傳詞亦強調機場快車的成功，本服務在1993年5月22日結束。德航不佳的財務狀況與對1973年建造的403型電聯車延壽的昂貴費用使這項服務劃下句點，被ICE列車取代。

## 引用書目
- Hajt, Jörg. . Bonn/Königswinter: Heel Verlag. 2001. ISBN 3-89365-948-X （德语）.
- Mertens, Maurice; Malaspina, Jean-Pierre. . Vannes: LR Presse. 2007. ISBN 978-29-036514-5-9 （法语）.
- Goette, Peter. . Freiburg: EK-Verlag. 2008. ISBN 978-3-88255-698-8 （德语）.